# Füsun Onur
Füsun Onur (* 12. Februar 1938 in Kuzguncuk, Istanbul) ist eine türkische Installationskünstlerin. Sie gilt als eine der bedeutendsten Künstlerinnen der zeitgenössischen Kunst der Türkei.

## Leben und Werk
Füsun Onur wuchs im Istanbuler Stadtteil Kuzguncuk in einem von Kultur geprägten Mittelklasse-Umfeld auf.
Onur wurde bis 1956 an der Üsküdar Amerikan Lisesi ausgebildet und studierte anschließend bis 1960 an der Staatlichen Akademie der Schönen Künste, der heutigen Mimar Sinan Üniversitesi, bei dem als progressiv geltenden Bildhauer Ali Hadi Bara (1906–1971).
Onur nutzte 1962 ein Fulbright-Stipendium für einen Aufenthalt in Amerika. Von 1963 bis 1967 studierte sie Skulptur am Maryland Institute College of Art. Zurück in Istanbul arbeitete Onur freischaffend in ihrem eigenen Atelier. Ihr künstlerischer Durchbruch gelang ihr im Jahr 1970, als sie ihre weißen Skulpturen in ihrer ersten Ausstellung in der Taksim Art Gallery präsentierte. Ihre ungewohnt direkte Arbeit Nude (1974) kann als Reaktion auf das patriarchale und sexistische Herz der damaligen türkischen Mehrheitsgesellschaft verstanden werden.

„Das Beharren auf der Bedeutsamkeit der individuellen Erfahrung und die Verwendung von Alltagsmaterialien und Fundstücken kennzeichnen die Objekte und Environments Füsun Onurs von Beginn der 70er Jahre an. Seit damals erstellt die 1938 in Istanbul geborene Künstlerin konsequent das fragile, oft vergängliche Mobiliar ihrer privaten Mythologie. Glasscheiben, Wollfäden, Tüllgespinste, hölzerne Gerüste, Kleider, Stühle, Kisten und Bälle sind die Stoffe, aus denen sie ihre ephemeren Objekte und Empfindungsräume von spröder Poesie baut.“

„(...) Nur Menschen können die doppelte Bedeutung von Symbolen wahrnehmen. (...)Das Verzichten auf Symbole verursacht einen Spannungsverlust im Leben und tötet die Kreativität. Dann begnügt man sich nur damit, was auf dem Bild oder in der Skulptur zu sehen ist. Das ist ein Portrait, das ist ein Stillleben, das ist eine Landschaft... Durch Etikettieren und Kategorisieren werden die Werke in die Liste der Bekannten einreiht. Das verursacht einen Bedeutungsverlust. Eigentlich sind die ZuschauerInnen da, um die Bedeutung zu vermehren. Kreative BesucherInnen beeinflussen auch die KünstlerInnen. Zwischen KünstlerInnen und BesucherInnen soll ein Dialog stattfinden.“

Ihre Arbeit Es war einmal … wurde auf der Biennale von Venedig im Jahr 2022 im Türkischen Pavillon gezeigt. Im Jahr 2023 zeigte das Museum Ludwig eine Retrospektive.
Sie gilt gemeinsam mit Nil Yalter als Wegbereiterin für Künstlerinnen wie Gülsün Karamustafa und Ayşe Erkmen und Künstler wie Halil Altındere.
Onur lebt seit Jahrzehnten in einer Wohnung im Istanbuler Stadtteil Kuzguncuk auf der asiatischen Seite, die der Videokünstler Ali Kazma im Jahr in seinem Film Home charakterisiert hat.

## Ausstellungen (Auswahl)
- 1987, 1995, 1999, 2011: Istanbul Biennale, Istanbul
- 2001: Aus der Ferne so nah: vier Künstlerinnen aus der Türkei Füsun Onur, Selda Asal, Elif Çelebi und Günes Savas, Staatliche Kunsthalle Baden-Baden, Baden-Baden
- 2004: Call me Istanbul ist mein Name ZKM| Zentrum für Kunst und Medien, Karlsruhe
- 2005: EindhovenIstanbul Van Abbemuseum, Eindhoven
- 2007: X mal Ich Städtische Galerie Fruchthalle Rastatt, Rastatt
- 2007: Moskau Biennale, Moskau
- 2009: Variations Continues Centre d´art contemporain d´Ivry, le Credac, Ivry sur Seine
- 2009: Who killed the Painting? Weserburg Museum für moderne Kunst, Bremen
- 2012: dOCUMENTA (13), Kassel
- 2014: Füsun Onur: Through the Looking Glass, Arter, Istanbul[7]
- 2018: Saum der Zeit. Bilge Friedlaender - Ahmet Doğu İpek - Füsun Onur, Neues Museum Nürnberg
- 2022: Once upon a time..., Türkischer Pavillon, Biennale Arte Venedig
- 2023: Füsun Onur. Retrospektive, Museum Ludwig, Köln

## Auszeichnungen
- 1981: Zweiter Preis für die Installation Resimde Üçüncü Boyut İçeri Gel, Istanbul
- 2004: Ehrenpreis zum 50. Jubiläum des Internationalen Kunstkritikerverbands, Sektion Türkei (AICA TR)
- 2012: Sedat-Simavi-Preis für Bildende Kunst